# سانت ياكوب بارك
سانت ياكوب بارك (بالإنجليزية: St. Jakob-Park)‏ هو ملعب كرة قدم رياضي، يعد أكبر ملعب في سويسرا ويستأجره نادي بازل. ويسمى الملعب جوغلي، وقد بني لكي يستوعب 38,500 مفترج، ولكن تم زيادة عدد المقاعد لبطولة أمم أوروبا 2008 إلى 42,500.